# Alien Soldier
Alien Soldier (エイリアンソルジャー?, Eirian Sorujā) è un videogioco run 'n' gun sviluppato da Treasure e pubblicato da SEGA per la console Mega Drive. Le copie fisiche furono distribuite solo in Giappone e nei territori a standard PAL. In Nord America era disponibile soltanto via cavo, tramite il servizio Sega Channel
La storia è quella di un potente essere, Epsilon-Eagle, che dopo essere stato quasi ucciso diventa determinato a vendicare la sua quasi morte e a salvare il suo pianeta. Il personaggio dispone di una larga varietà di armi e movimenti che il giocatore deve imparare a dominare al fine di completare il gioco.

## Modalità di gioco
Alien Soldier è un run 'n' gun a scorrimento laterale nel quale il giocatore controlla il personaggio principale, Epsilon-Eagle, attraverso 25 livelli e 31 boss.
Trae ispirazione da altri videogiochi già prodotti precedentemente da Treasure per il Sega Mega Drive, come Gunstar Heroes (1993), ma pone tuttavia una certa enfasi sui boss fight. Rispetto ad esso manca inoltre la possibilità di giocare in due.
I livelli sono piuttosto brevi, popolati da nemici deboli, mentre le boss battle sono decisamente impegnative. Inoltre, dispone di due difficoltà: super-easy e super-hard. Nessuna delle due prevede sistemi di salvataggio o di password, né possibilità illimitate di continuare il gioco.
Epsilon-Eagle può correre, saltare, planare in aria e usare sei tipi diversi di armi, delle quali possono esserne equipaggiate soltanto quattro, prima dell'inizio della partita. È possibile cambiare al volo fra due diverse modalità di sparo, oltre che parare i colpi per dirigerli contro il mittente. È inoltre possibile teletrasportarsi a breve raggio per schivare gli attacchi.

## Sviluppo e distribuzione
Dopo la distribuzione di Gunstar Heroes, la Treasure cominciò a sviluppare alcuni nuovi giochi, tra i quali Alien Soldier. Lo sviluppo di quest'ultimo durò due anni e fu guidato da Hideyuki Suganami, che aveva inizialmente l'ambizione di costruire l'intero videogame da solo. Tuttavia, con l'entrata sul mercato delle prime console di quinta generazione, la Treasure decise di porre a supporto di Suganami uno staff ben più ampio, al fine di mettere Alien Soldier sul mercato il prima possibile.
Quando fu lanciato sul mercato, Alien Soldier fu connotato da un marketing che tendeva a porre l'accento sulla difficoltà e il grado di sfida del titolo.

## Accoglienza
Alien Soldier è considerato uno dei picchi grafici della console Sega a 16-bit.